# Ключевка (Саратовская область)
Ключевка — село в Белоярском муниципальном образовании Новобурасского района Саратовской области.

## География
Находится на расстоянии примерно 24 километра на северо-запад от районного центра поселка Новые Бурасы. 

## История
Село было основано примерно во второй половине XVIII века. В 1810 году была построена православная церковь. По данным переписи 1859 года в Ключевке в 101 домохозяйстве проживал 981 житель, в 1910 было 184 двора и 1177 жителей.

## Население
Население составляло 54 человека по переписи 2002 года (русские 98%) ,  17  по переписи 2010 года.

## Достопримечательности
Заброшенная Никольская церковь, благоустроенный родник и остатки усадебного парка помещиков Устиновых .